# Бюрен, Даниель
Дание́ль Бюре́н (фр. Daniel Buren, р. 25 марта 1938, Булонь-Бийанкур, деп. О-де-Сен) — французский художник-концептуалист. Один из основателей арт-группы «БМПТ».

## Биография
Даниель Бюрен родился в Булонь-Бийанкуре в 1938 году. В 1960 году окончил École Nationale Supérieure des Métiers d’Art в Париже.
После 1966 года создал эстетическую форму, которая позволила ему сосредоточиться исключительно на положении произведения искусства в пространстве: он сфокусировался на изображении перемежающихся белых и цветных полос. Эта творческая стратегия стала его отличительным знаком.
В 1969 году Бюрен опубликовал декларацию, в которой отрёкся от создания «сочинённых» картин. Демонстрируя полную свободу от традиции, он принялся рисовать полосы равной ширины, чередуя пары цветов. Решив принять участие в обзорной выставке в нью-йоркском музее Гуггенхейма, Бюрен придумал план развески двух полосатых полотен, одно из которых, примерно 20х9 метров, должно было висеть в центральной части холла, а второе — над 88-й улицей. Идея состояла в том, что, спускаясь по спирали пандуса музея, зритель видел висящее внутри полотно с разных сторон — как трёхмерную конструкцию, меняющую функцию самого пандуса.
В 2012 году выставка Даниеля Бюрена Monumenta в Гран-пале стала самой посещаемой парижской выставкой года.

## Творчество

### Принципы
Смысл своей деятельности Бюрен видел в ненавязывании, непостроении, нерешении того, как организовать внутренний порядок произведения. На этой позиции он пытался удержаться в течение всех 1980-х годов, когда его работу часто обвиняли в том, что она становится всего лишь знаком, пустой манерой радикального поведения. Тем не менее проекты Даниеля Бюрена, как бы декоративны они ни были, по-прежнему требовали от зрителя размышлений о том, как зависит произведение искусства от своего размещения в пространстве. Рассуждая о конструкции, подготовленной им в 1984 году для экспозиции в Генте, Бюрен предложил следующее логическое построение: «Хотя все элементы этой работы, по сути, являются элементами традиционной живописи, невозможно сказать, что то, о чём мы здесь говорим, — живопись. Далее, хотя все эти элементы поставлены стационарно, мы не можем сказать, что то, о чём мы здесь говорим, — скульптура. И хотя все сооружение можно рассматривать как декорацию, которая открывается с двух сторон в зависимости от передвижений и положения зрителей, так что те становятся как бы актёрами в пьесе без слов, все это тем не менее не позволяет нам сказать, что то, о чём мы говорим, — театр… То, что показано, есть только то, что показано».

## Работы
Полосатые колонны Бюрена (композиция «Два уровня»), установленные в 1986 году во внутреннем дворе парижского Пале-Рояля и вызывавшие протест парижан, позднее превратились в заметную достопримечательность французской столицы.
Работы художника со временем растут в цене. Так, «Белая акриловая краска на красно-белой полосатой ткани» (1968) за 22 года подорожала в 102 раза: в 1997 году она была продана в Париже за 3,5 тысяч $, а в 2019 году в Лондоне — уже за $357,4 тысяч. В мае 2019 года работа Бюрена «Живопись с неопределёнными формами» (1966), представляющая собой чередование белых и оранжевых вертикальных полос, была продана на аукционе Christie's за $2,175 млн при начальной стоимости $1-1,5 млн.
12 сентября 2019 года в Центре Помпиду неизвестный напал на картину Бюрена, нанеся ей несколько ударов ножом.

## Признание
- Императорская Премия (2007)
- Командор ордена Искусств и литературы